# Sendhil Ramamurthy
Sendhil Ramamurthy (Chicago, Estados Unidos, 17 de mayo de 1974) es un actor estadounidense. Es especialmente conocido por su papel del genetista indio Mohinder Suresh, en la serie Héroes.

## Biografía
Sus padres son tamiles, de Bangalore (India), y tiene una hermana. Sendhil está casado con la actriz Olga Sosnovska y ambos tienen dos hijos, Halina y Alex.
Se crio en San Antonio, donde acudió al Keystone School. Allí se graduó en 1991 y en 1999 en la Webber Douglas Academy of Dramatic Art.

## Filmografía
Cine
- Little India (2001) - Naveen
- Death, Deceit & Destiny Aboard the Orient Express (2001) - Nikki
- Thanks to Gravity (2006) - Saajan
- Blind Dating (2006) - Arvind
- The Slammin' Salmon (2009) - Marlon Spencer
- It's a Wonderful Afterlife (2010) - D S Murthy
- Shor (2010) - Abhay
- The Secret Art of Human Flight (2024) - Roger[1]

Televisión
- En el comienzo (2000) - Adam
- Casualty - Ron Montague (1 episodio, 2001)
- Ultimate Force (6 episodios, 2002) - Alex Leonard
- The Guiding Light (n.º de episodios desconocido, 2002 - 2003) - Lloyd
- My Sexiest Mistake (2004) - Ronald
- Grey's Anatomy (1 episodio, 2005) - interno
- Numb3rs (1 episodio, 2005) - Especialista DOE
- The Evidence (1 episodio, 2006) - Dr. Dhruv Sharan
- Héroes (2006 - 2010) - Mohinder Suresh
- Psych (1 episodio, 2009) - Rajesh «Raj» Singh
- Covert Affairs (10 episodios, 2010) - Jai Wilcox
- Beauty & the Beast (2012-2014) - Gabriel Lowen
- CSI: Miami (1 episodio, 2012) (Temporada 10, episodio 12; Friendly Fire)
- Unforgettable (2013) - Phillip
- New Amsterdam (serie de TV) 2019
- The Flash (2019) - Ramsey Rosso / Bloodwork
- Yo nunca (serie) (2020) - Mohan
- Doom Patrol (2022-2023) - Rama / Señor 104
- One Piece (2025) - 	Nefertari Cobra